# 新安郡 (中国)
新安郡（しんあん-ぐん）は、中国にかつて存在した郡。晋代から唐代にかけて、現在の浙江省杭州市や安徽省黄山市にまたがる地域に設置された。

## 概要
後漢末に立てられた新都郡を前身とする。280年（太康元年）、晋が呉を平定すると、新都郡は新安郡と改められた。新安郡は揚州に属し、郡治は始新県に置かれた。新安郡は始新・遂安・黟・歙・海寧・黎陽の6県を管轄した。
南朝宋のとき、新安郡は始新・遂安・歙・海寧・黟の5県を管轄した。
南朝斉のとき、新安郡は始新・黟・遂安・歙・海寧の5県を管轄した。
589年（開皇9年）、隋が南朝陳を滅ぼすと、新安郡は廃止されて、歙州に編入された。607年（大業3年）に州が廃止されて郡が置かれると、歙州が新安郡と改称された。新安郡は休寧・歙・黟の3県を管轄した。
621年（武徳4年）、唐が汪華を平定すると、新安郡は歙州と改められた。742年（天宝元年）、歙州は新安郡と改称された。758年（乾元元年）、新安郡は歙州と改称され、新安郡の呼称は姿を消した。

## 僑置新安郡

### 河南の新安郡
本節では現在の河南省新安県一帯に置かれた新安郡について述べる。東魏の天平初年に置かれた。この新安郡は洛州に属し、新安・東垣・河南の3県を管轄した。興和年間に義州に転属し、新安郡は西垣・新安・東垣の3県を管轄した。563年（保定3年）、北周により新安郡は廃止された。隋末に江南の新安郡本土が反乱勢力の手に落ちた。このため618年（義寧2年）に再び河南の新安県に新安郡が立てられた。新安郡は新安・澠池・東垣の3県を管轄した。同年（武徳元年）、唐により新安郡は穀州と改められた。

### 武州の新安郡
本節では現在の山西省忻州市一帯に置かれた新安郡について述べる。543年（武定元年）に東魏により置かれた。この新安郡は武州に属した。